# Edward Żukowski
Edward Żukowski (ur. 13 lutego 1919 w Łodzi, zm. 12 lutego 1985 w Dzierżoniowie) – oficer UB.
Syn Stanisława i Tatiany z d. Solor, dzieciństwo i młodość spędził w ZSRR, skończył 10-letnią szkołę sowiecką, w 1936 ochotniczo wstąpił do Armii Czerwonej. Był elektromechanikiem w 26 Pułku Pancernym. W 1942 brał udział w obronie Stalingradu, za co mianowano go chorążym, w 1943 przeniesiony do 70 Pułku Zmotoryzowanego 3 Armii Pancernej, gdzie był pisarzem sztabu. 16 kwietnia 1945 ranny w operacji berlińskiej, po rekonwalescencji wrócił do jednostki, w 1946 zdemobilizowany. Za udział w walkach odznaczony Orderem Czerwonej Gwiazdy i Medalem za Obronę Stalingradu. Od 1946 zastępca kierownika kina w Oławie, a 1947–1948 inkasent w zakładzie energetycznym w Oławie. Członek PPR/PZPR. Od 17 lipca 1949 młodszy referent Referatu V PUBP w Oławie, od 1 lipca 1950 młodszy referent Sekcji I PUBP we Wrocławiu, od 15 lutego 1951 młodszy oficer śledczy, a od 1 IV 1951 oficer śledczy PUBP w Kamiennej Górze, od 1 V 1952 oficer śledczy Referatu I PUBP w Kamiennej Górze w stopniu chorążego, 1 VIII 1952 przeniesiony do Wołowa jako oficer śledczy Referatu Śledczego PUBP. Od 1 VI 1953 starszy oficer śledczy PUBP w Wołowie, w lipcu 1954 mianowany podporucznikiem, 31 stycznia 1955 zwolniony ze służby. W 1953 dwukrotnie otrzymał nagrodę pieniężną w wysokości 150 zł za wyróżnianie się w pracy, jednak został również ukarany w 1950 3-dniowym aresztem domowym i 3-dniowym aresztem zwykłym, a w 1953 5-dniowym aresztem i potrąceniem 50% poborów, w 1954 otrzymał naganę z ostrzeżeniem za zaniedbanie broni służbowej, naganę za "przebywanie w otoczeniu elementu podejrzanego" i karę 3 dni aresztu i potrącenie 50% poborów za "upicie się i niestawienie się do służby".